# Birgit Radow
Birgit Radow (* 1955 in Hamburg) ist eine deutsche Managerin und ehemalige kommunistische Funktionärin.

## Leben
Birgit Radow absolvierte eine Ausbildung zur Versicherungskauffrau. Von 1984 bis 1989 war Birgit Radow Bundesvorsitzende der DKP-nahen Sozialistischen Deutschen Arbeiterjugend (SDAJ). Radow gehörte auch dem DKP-Präsidium an. Als Vertreterin des „Reformflügels“ wurde Radow im Mai 1989 aus dem Parteipräsidium abgewählt. Später distanzierte Radow sich von der DKP und ihrer eigenen Mitarbeit dort.
Von 1989 bis 1990 war Radow Geschäftsführerin der Fraueninitiative Quirl in Bremen. Von 1990 bis 1999 arbeitete sie bei Greenpeace Deutschland, ab 1995 als Geschäftsführerin. Von 1999 bis 2006 war sie Vorstandsvorsitzende der Betriebskrankenkasse Securvita. Von 2007 bis 2014 war sie Geschäftsführerin der Deutschen Wildtier Stiftung. Anschließend war Radow bis 2020 stellvertretende Generalsekretärin des Bundesverband Deutscher Stiftungen. Seit Oktober 2021 ist sie als Fundraiserin für die Gesellschaft für Freiheitsrechte tätig.
Ehrenamtlich ist Birgit Radow seit Januar 2021 Sprecherin des Aufsichtsrates von Foodwatch. Dieses Amt hatte sie zuvor bereits bis 2011 inne. Damals legte sie es nieder, weil sie Geschäftsführerin des Fleischherstellers Gourmet Manufaktur Gut Klepelshagen wurde, eines Tochterunternehmens der Deutschen Wildtier Stiftung. Weitere Aufsichtsratsmandate hatte sie bei der Stiftung GLS Treuhand und der Charité in Berlin inne.
Radow hat zwei erwachsene Töchter und lebt in Berlin.